# لپیفانی، کبک (قصبه)
لِپیفانی (به فرانسوی: L'Épiphanie) قصبه‌ای در منطقه شهری لسومپسیون ناحیه لانودییر در استان کبک کانادا است. در سرشماری سال ۲۰۱۱ این قصبه ۳٬۱۸۹ نفر جمعیت داشته‌است و مساحت آن ۵۵٫۳۲ کیلومتر مربع است.